# コウカアブ
コウカアブ（学名: Ptecticus tenebrifer）は、ハエ目ミズアブ科の昆虫。
便所によく発生するので「便所バチ」の愛称がある。コウカは漢字で「後架」と書き、便所の意味である。

## 特徴
体長15-28mm。全身は大部分が黒色で、腹部に白色部分がある。脚の一部が黄色。
アメリカミズアブとよく似ているが、アメリカミズアブの方が触角が長い。日本において、アメリカミズアブが外来種なのに対して、コウカアブは在来種である。分布は日本、朝鮮半島、極東ロシア、東洋区。